# Église Sainte-Monique à Sainte-Monique (Lac-Saint-Jean-Est)
L'église Sainte-Monique, aussi appelée l'église de Sainte-Monique, est un établissement patrimonial religieux à Sainte-Monique construit de 1952 à 1953.